# Carmelo Albaladejo López
Carmelo Albaladejo López, més conegut com a Tito, (Cartagena, 6 de febrer de 1926 - Cartagena, 22 de febrer de 1988) fou un futbolista espanyol de la dècada de 1940.

## Trajectòria
El club començà a destacar al Reial Múrcia CF entre 1943 i 1945, arribant a debutar a primera divisió. El 1945 fou fitxat pel FC Barcelona, però no disposà de gaire minuts, jugant només dos partits de lliga (el primer el 28 d'octubre de 1945 enfront del València CF, i el segon el 4 de novembre de 1945 enfront del Murcia). Acabà cedit i finalment traspassat al CE Castelló. El 1949 retornà al Múrcia, on assolí un nou ascens a primera divisió. Finalitzà la seva carrera a l'Orihuela Deportiva.